# Muzyka z zaświatów
Muzyka z zaświatów (ang. Ghost Music) – powieść z gatunku horroru autorstwa Grahama Mastertona, powstała w 2008 roku. 

## Opis fabuły
Młody kompozytor Gideon Lake wprowadza się do nowego nowojorskiego apartamentu. Poznaje tam dziewczynę o imieniu Kate Solway. Para zakochuje się w sobie, ale nie może to wyjść na jaw ponieważ Kate jest mężatką. Żeby wszystko utrzymać w tajemnicy zabiera Gideona do Europy. Dzieją się tam dziwne rzeczy. W nocy Gideon słyszy i widzi rzeczy których nie potrafi pojąć. Jednak najbardziej intryguje go Kate. Zaczyna podejrzewać, że jest inną osobą i skrywa przed nim jakąś tajemnicę. W końcu Gideon dowie się, że posiada niezwykły dar, który pozwala mu wyczuwać wibracje z zaświatów.